# At-Baschy (Gebirge)
Der At-Baschy (kirgisisch Атбашы, Кырка тоо) ist ein Gebirgszug im südlichen Teil des Inneren Tian Shan im Oblus Naryn in Kirgisistan.
Der At-Baschy erstreckt sich über eine Länge von 135 km in ONO-WSW-Richtung zwischen dem At-Baschy-Becken im Norden und der Tschatyrköl-Senke im Süden sowie dem Flusstal des Aksai im Südosten. Der höchste Gipfel ist namenlos und erreicht eine Höhe von 4786 m. Der Fluss At-Baschy und dessen Nebenfluss Karakojun entwässern die Nordflanke des Gebirgszugs.
Das Gebirge besteht aus paläozoischem metamorphem Schiefer, Kalkstein, Sandstein und stellenweise aus Magmagestein (Granit und Syenit). Der Gebirgsgrat ist eisbedeckt. Die Gletscherfläche des Atbaschy wird mit 150 km² angegeben, ist jedoch mittlerweile stark rückläufig.
Das Gebirge ist von Bergwiesen und subnivalen Landschaften geprägt. Touristisch ist es mit Ausnahme des Areals um Tasch-Rabat weitestgehend unerschlossen.